# شهرستان جیاشان
شهرستان جیاشان (به لاتین: Jiashan County) یک منطقهٔ مسکونی در چین است که در جیشانگ واقع شده‌است.